# خوليو أكوستا
خوليو أكوستا (بالإسبانية: Julio Acosta González)‏ هو رباع تشيلي، ولد في 22 يوليو 1987.

## وصلات خارجية
- خوليو أكوستا على موقع أوليمبيديا (الإنجليزية)